# Королівство Фінляндія
Королівство Фінляндія (фін. Suomen kuningaskuntahanke) — форма державного ладу, що формально існувала у Фінляндії з 9 жовтня 1918 до 17 липня 1919. Але король так і не прибув в країну і не підписав жодного державного документу. Роль голови держави виконував регент.

## Хронологія подій
Наприкінці травня 1918 року в Сенаті Фінляндії в більшості були монархісти. 18 серпня 1918 року парламент Фінляндії прохав Сенат (44 голосами з 58) вжити необхідних заходів, що до здійснення переходу Фінляндії до монархічної форми правління. Прихильниками монархії було багато політиків і видатних представників культури, такі як композитор Ян Сібеліус, художник Акселі Галлен-Каллела і архітектор Еліель Саарінен.

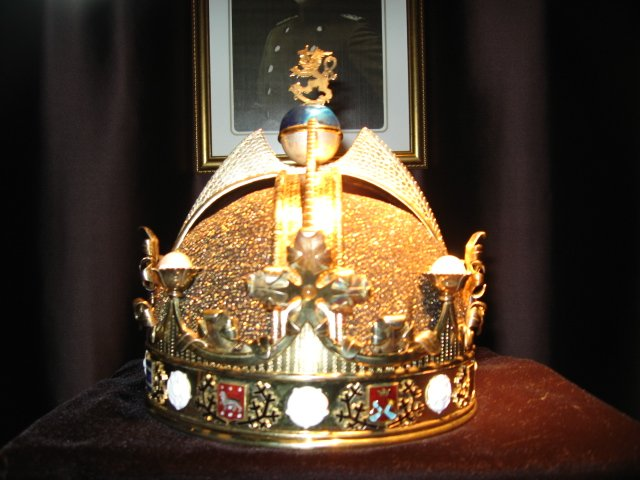
Корона Фінляндії (Реконструкція)

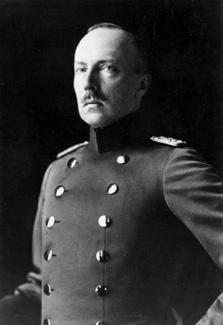
Принц Фрідріх Карл Гессен-Кассельський

9 жовтня 1918 року парламент, 41 голосом з 64, вирішив обрати короля ґрунтуючись на статті 38 Закону про форму правління Швеції 1772 року. У статті говорилося, що якщо правлячий рід перервався, то можна обрати нового короля. Оскільки російський імператор Микола II зрікся (у тому числі, і від престолу Великого князівства Фінляндського) і ніхто не претендував за законом на фінський престол, це дозволяло використовувати наявний закон. Це ж положення законодавства рік тому дозволило Едускунті проголосити незалежність країни. Республіканці і соціал-демократи оголосили бойкот голосування, в якому брало участь близько третини депутатів (64 з 200). Найвідомішими кандидатами на трон були: син німецького імператора Оскар (відкинутий), герцог Адольф Фрідріх Мекленбурзький, син короля Швеції Густава V Вільгельм, а також син Вільгельма — Леннарт, шкільного віку.
9 жовтня 1918 року в парламенті, королем Фінляндії був обраний шурин німецького імператора Вільгельма II принц гессенський Фрідріх Карл (Фредрік Каарлі у фінській транскрипції). Згадується в літературі ім'я короля «Вяйне I» (фін. Väinö I), воно було вигадане фінським сатириком Вяйне Нуортева, який писав під псевдонімом Оллі.
До прибуття обраного короля в Фінляндію і його коронації обов'язки глави держави повинен був виконувати регент — діючий фактичний керівник держави, голова Сенату (уряду) Фінляндії Пер Евінд Свінгувуд.
Проте всього через місяць у Німеччині відбулася революція. 9 листопада Вільгельм II залишив владу і втік до Нідерландів, а 11 листопада було підписано Компьєнське мирну угоду, що завершило Першу світову війну.
Прихильний Німеччині Сенат був розпущений 18 листопада 1918 року. 27 листопада розпочав роботу новий уряд, який очолив лідер фінляндської партії «старофіннов» (фін. Vanhasuomalaiset) Лаурі Інгман (Перший кабінет Інгмана). Уряд було перейменовано з Сенату в Державну Раду. З монархістом Інгманом туди увійшли шість прихильників монархії і шість прихильників республіки. Загроза з Заходу змусила уряд Інгмана просити принца зректися престолу. Він відрікся від корони 12 грудня 1918 р., а 16 грудня німецькі війська після параду на Сенатській площі Гельсінкі занурилися на кораблі і відбули до батьківщини.
Головною метою нового уряду було отримати визнання незалежності від решти західних держав. Визнання Франції було отримано ще в січні 1918 року, але дипломатичні відносини були перервані після виборів короля.
12 грудня 1918 р. Свінхувуд, керуючись змінами зовнішньополітичних обставин, оголосив парламенту про свою відставку з посади регента Фінляндії. У той же день парламент схвалив відставку і обрав новим регентом генерала Маннергейма. Законодавчо зміна форми правління відбулося 17 липня 1919 р. після виборів нового складу парламенту в березні 1919 року. Півторарічна невизначеність завершилася. За цей час уряд представив парламенту два проєкти змін на республіку і два на монархію. Ця зміна в законодавстві протрималося до 1920 року, коли формою правління стала парламентська республіка.